# Charles Edward St. John
Charles Edward St. John (15 de marzo de 1857 - 26 de abril de 1935) fue un astrónomo estadounidense, ligado al Observatorio del Monte Wilson durante buena parte de su carrera.

## Semblanza
St. John nació en Allen (Míchigan), hijo de Hiriam A. St. John y de Lois Bacon. Era el más joven de una familia con cuatro hijos y dos hijas. En 1873 ingresó en la Universidad de Míchigan Oriental, graduándose con 19 años de edad. En los siguientes diez años arrastró problemas de salud, pero tras recuperarse obtuvo una plaza de profesor en la universidad, y en 1887 se graduó de nuevo, en la Míchigan Universidad Agrícola Estatal. Dedicó dos años al estudio del electromagnetismo como licenciado en la Universidad de Míchigan, tras lo que obtuvo una maestría por la Universidad de Harvard en 1893. Fue premiado con una dotación establecida en memoria de John Tyndall, estudiando durante un año en Berlín. A su regreso, se doctoró en Harvard en 1896.
Después de enseñar un año en la Universidad de Míchigan, pasó a ser profesor asociado de física en el Oberlin College; profesor en 1899; y Decano de la Universidad de Artes y Ciencias en 1907. En mayo de 1908, a la edad de 51 años, se incorporó al personal del Observatorio del Monte Wilson. Allí realizó estudios sobre el Sol, observando las manchas solares, la estructura de la atmósfera solar, examinando la composición de los elementos presentes en el Sol utilizando la espectroscopia. En sus trabajos posteriores dedicó mucho tiempo a confirmar la teoría de la relatividad general. También realizó observaciones del planeta Venus, demostrando que no había oxígeno suficiente en su atmósfera para sustentar vida (al menos, tal como la conocemos en la Tierra). Entre 1909 y 1930 publicó unos 80 artículos. También presidió la Comisión 12 de la Unión Astronómica Internacional hasta 1932.

## Eponimia
- El cráter St. John en la cara oculta de la Luna lleva su nombre.[1]